# Gérard Gavarry
Gérard Gavarry, né le 21 mars 1946 à Paris, est un écrivain français.

## Œuvres
- La Barbacane, avec Michel Bézard, Gallimard, 1968.
- Jojo, Hachette/P.O.L, 1982.
- Le Genre des dames, P.O.L, 1984.
- La Ville de Paris, P.O.L, 1987.
- Quarantaine, P.O.L, 1990.
- Allada, P.O.L, 1993.
- Hop là! Un deux trois, P.O.L, 2001[3].
- Façon d'un roman, P.O.L, 2003.
- Éros acharné, P.O.L, 2007.
- Expérience d'Edward Lee, Versailles, P.O.L, 2009, photographies d’Édouard Levé[4].
- Leucate Univers : roman, Paris, P.O.L, 2016, 265 p. (ISBN 978-2-8180-3981-6, BNF 45013010)
- Le Cortège, P.O.L., 2022.
- Le Cinéma de Léaud, P.O.L, 2024. Ouvrage consacré à Jean-Pierre Léaud[5].